# フォレスト・デイヴィッド・マシューズ

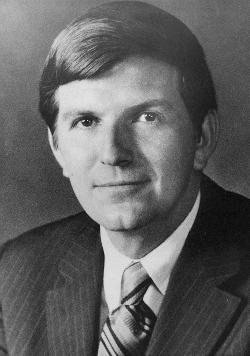
フォレスト・デイヴィッド・マシューズ

フォレスト・デイヴィッド・マシューズ（Forrest David Mathews, 1935年12月6日 - ）は、アメリカ合衆国の政治家。ジェラルド・R・フォード政権で保健教育福祉長官を務めた。

## 生い立ちと初期の経歴
アラバマ州グローヴヒルにおいて誕生した。マシューズは1953年にアラバマ大学に入学し、ギリシャ史と古典ギリシャ語を学んだ。マシューズは1957年に学士号、1959年に修士号を取得した。修士号取得後、マシューズは1959年から1960年までアメリカ陸軍に所属した。
1960年、マシューズはアラバマ大学へ戻り、男子学生部長補佐として就労した。1962年、マシューズはアラバマ大学での勤務を非常勤に切り替え、コロンビア大学の博士課程に進んだ。マシューズはコロンビア大学で1965年にアメリカ教育史の博士号を取得した。

## アラバマ大学
1965年、マシューズはアラバマ大学で歴史学の教授となった。マシューズは男子学生部長の退任により、1965年から1966年まで男子学生部長代行を務めた。マシューズは1966年に学長室常務補佐となり、1968年に常務副学長に昇任した。そして1969年、マシューズはアラバマ大学学長として選任された。
1975年、マシューズはジェラルド・R・フォード大統領から保健教育福祉長官に指名されたことにより、学長職および教授職を一時退いた。マシューズは保健教育福祉長官を退任した1977年に、アラバマ大学学長および教授に復帰した。最終的にマシューズは、1980年までアラバマ大学で学長職および教授職を務めた。
マシューズは学長として、学生の関心事を教育カリキュラムの中に組み込ませる試みを行った。マシューズは学生が興味を持った業務を取り扱う企業と直接接触し、インターンシップに協力してくれるよう依頼した。このインターンシップ計画により、数百人単位の学生が実務経験を積んだ。またマシューズは、新たな研究科の設置、優等生を対象としたコンピュータ教育、臨時学期制度の導入などを行った。これらはいずれも、学生の学習機会向上を支援することを主眼とした。
またマシューズは、州や地域が抱える問題について関心を持っていた。マシューズは生活環境の改善や公共政策の進展のため、大学は保有する知識を提供するべきであると考えた。マシューズは社会が直面する重大案件に関する情報の収集を、大学の教員に支援させた。マシューズは南部地域教育委員会、南部経済政策委員会、アラバマ州石油ガス委員会、バーミングハム連邦準備委員会、アラバマ州人文科学協議会といった機関に、人材の提供を行った。大学はその対価として、地域から多額の寄付を得られるようになった。

## アメリカ合衆国保健教育福祉長官
1975年6月26日、ジェラルド・フォード大統領はマシューズを第11代保健教育福祉長官として指名した。マシューズは7月22日に上院の承認を受け、8月8日に就任宣誓を行った。マシューズはフォード政権で最年少の行政長官として着任した。
マシューズはフォード大統領の任期満了に伴い、1977年1月20日に保健教育福祉長官を退任した。